# Arthur T. Horman
Arthur T. Horman est un scénariste américain, né le 2 septembre 1905 à Chicago (Illinois), mort le 2 novembre 1964 dans le comté d'Orange (Californie).

## Filmographie
- 1935 : Grande Dame (Grand Old Girl) de John S. Robertson
- 1935 : Life Returns
- 1935 : Welcome Home de James Tinling
- 1935 : This Is the Life, de Marshall Neilan
- 1936 : Tango
- 1936 : Bridge of Sighs
- 1936 : Three of a Kind
- 1936 : Easy Money de Phil Rosen
- 1936 : It Couldn't Have Happened - But It Did
- 1936 : Ellis Island
- 1937 : You Can't Buy Luck
- 1937 : The Big Shot
- 1937 : Quick Money (en)
- 1937 : Le Fantôme du cirque (The Shadow)
- 1938 : Double Danger
- 1938 : When G-Men Step In
- 1938 : The Lone Wolf in Paris
- 1939 : Smashing the Spy Ring
- 1939 : My Son Is a Criminal
- 1939 : Society Smugglers
- 1939 : For Love or Money
- 1939 : They Asked for It
- 1939 : Behind Prison Gates
- 1939 : Call a Messenger (en)
- 1939 : Missing Evidence
- 1940 : Oh ! Johnny mon amour ! (Oh Johnny, How You Can Love) de Charles Lamont
- 1940 : I Can't Give You Anything But Love, Baby
- 1940 : You're Not So Tough
- 1940 : L'Auberge des loufoques (Argentine Nights)
- 1940 : Slightly Tempted
- 1940 : Give Us Wings
- 1941 : Deux nigauds soldats (Buck Privates)
- 1941 : Deux nigauds marins (In the Navy)
- 1941 : Navy Blues
- 1942 : Les Chevaliers du ciel (Captains of the Clouds)
- 1942 : Sabotage à Berlin (Desperate journey)
- 1942 : Obliging Young Lady de Richard Wallace
- 1943 : Air Force de Howard Hawks (collaboration)
- 1944 : Cavalcade musicale (Bowery to Broadway)
- 1944 : Le Suspect (The Suspect)
- 1945 : Deux nigauds au collège (Here Come the Co-eds)
- 1945 : La mort n'était pas au rendez-vous (Conflict)
- 1946 : The Runaround
- 1949 : Une balle dans le dos (Undertow) de William Castle
- 1951 : The Living Christ Series
- 1952 : Marins et marraines (en) (Gobs and Gals) de R. G. Springsteen
- 1952 : Tropical Heat Wave
- 1952 : The WAC from Walla, Walla
- 1953 : I Beheld His Glory (téléfilm)
- 1954 : Day of Triumph
- 1958 : Young and Wild
- 1958 : Juvenile Jungle